# Epicephala acrobaphes
Epicephala acrobaphes là một loài bướm đêm thuộc họ Gracillariidae. Nó được tìm thấy ở Queensland.